# Villa Betteloni
Villa Betteloni è una villa veneta risalente alla seconda metà del XIV secolo. Essa si trova a Castelrotto, nel comune di San Pietro in Cariano, nella provincia di Verona.
È una delle più antiche residenze di campagna veronesi, datata 1381, quando il comandante della milizia, Cortesia Serego, la ricevette in regalo da Antonio della Scala. Nel 1401 fu requisita, insieme a tutte le proprietà dei Serego, da Giangaleazzo Visconti divento nel frattempo nuovo signore di Verona.
Nel 1665 passa di proprietà alla famiglia Bettelloni. Fu abitata anche dai poeti Cesare, Vittorio e Gianfranco Betteloni che la cantarono nelle loro opere.
Oggi la Villa, abitata ancora dalla famiglia, è stata destinata ad alloggi residenziali e turistici